# Черноморска пъстърва
Черноморската пъстърва (Salmo labrax) е вид лъчеперка от семейство Пъстървови (Salmonidae). Видът не е застрашен от изчезване.

## Разпространение
Все още се среща в Черно море, но все по-рядко. Може да бъде уловена инцидентно с въдица в по-рядко посещавани скалисти заливи около брега на места с каменисто дъно. Все пак уловът на такава риба може да се определи като късмет, тъй като е изключително рядка.

## Описание
Има мастна перка, а опашният плавник няма никаква стреловидност, задният му край е като отрязан наравно с ножица. Има известна прилика с балканската пъстърва, което кара учените да мислят, че този вид риба всъщност е мигрирала балканска пъстърва.
Този вид риба е сравнително малък – средно на дължина достигат до 80 cm. На тегло може да достигне 7-8 кг.